# Ємченко Григорій Якович
Григорій Якович Ємченко (нар. 28 листопада 1913, хутір Троїцький Катеринославської губернії, тепер село Троїцьке Малокостянтинівської сільської ради Перевальського району Луганської області — 30 квітня 1979, місто Ворошиловград, тепер Луганськ) — український радянський партійний діяч, 2-й секретар Ворошиловградського обкому КПУ, директор Луганського державного педагогічного інституту. Депутат Верховної Ради УРСР 4-го скликання. Кандидат у члени ЦК КПУ в 1952—1954 р.

## Біографія
Народився в селянській родині. Трудову діяльність розпочав учителем із ліквідації неписьменності на «Луганбуді».
У 1931—1935 роках — студент Ворошиловградського педагогічного інституту (за іншими даними — Донецького інституту народної освіти). Здобув спеціальність вчителя мови і літератури.
У 1935—1936 роках — викладач мови і літератури Ворошиловградського педагогічного робітничого факультету.
У 1936—1937 роках — у Червоній армії: курсант 114-ї авіаційної бригади в місті Гомелі.
У 1937—1939 роках — викладач мови і літератури Ворошиловградського фізкультурного технікуму.
У 1939—1940 роках — 1-й секретар Климівського районного комітету ЛКСМУ міста Ворошиловграда.
Член ВКП(б) з 1940 року.
У 1940—1942 роках — 1-й секретар Ворошиловградського обласного комітету ЛКСМУ. У листопаді 1942 — 1943 року — 1-й секретар Карагандинського обласного комітету ЛКСМ Казахстану. У 1943—1944 роках — 1-й секретар Ворошиловградського обласного комітету ЛКСМУ.
У 1944 (затв. у червні 1945) — листопаді 1946 року — завідувач організаційно-інструкторського відділу Ворошиловградського обласного комітету КП(б)У.
У листопаді 1946 — 5 вересня 1951 року — секретар Ворошиловградського обласного комітету КП(б)У з кадрів. У 1949 році закінчив заочно Вищу партійну школу при ЦК ВКП(б).
5 вересня 1951 — грудень 1956 року — 2-й секретар Ворошиловградського обласного комітету КПУ.
У січні 1957 — лютому 1960 року — директор Луганського державного педагогічного інституту. У лютому 1960 — 1962 року — заступник директор Луганського державного педагогічного інституту із заочного навчання. Перебуваючи на цій посаді, закінчив заочно річну аспірантуру з історії КПРС при Київському державному університеті імені Шевченка, захистив кандидатську дисертацію «Діяльність партійних організацій Донбасу в роки Великої Вітчизняної війни».
З 1962 року — доцент, професор, завідувач кафедри історії КПРС Луганського (Ворошилловградського) машинобудівного інституту. Очолював Луганську (Ворошиловградську) обласну організацію Товариства охорони пам'ятників історії та культури.
Автор низки праць про радянське підпілля на Донбасі у часи німецько-радянської війни: «Годы суровых испытаний», «За наше правое дело» та ін.

## Нагороди та відзнаки
- орден Трудового Червоного Прапора
- орден «Знак Пошани»
- орден Червоної Зірки
- медалі